# 路標～a road home～
《路標～a road home～》，日本樂團橘子新樂園（ORANGE RANGE）的第5張單曲。2004年2月25日發行。

## 簡介
橘子新樂園的單曲首次取得Oricon公信榜冠軍，之後連續9張單曲都是冠軍單曲。創下了2001年主流出道以來最高的首週銷量紀錄。還獲得了2004年3月度的Oricon單曲月榜冠軍。
《路標～a road home～》原題是「路標」，地下時期曾經發行單曲《路標/Midnight Gage》收錄。
被用作山田孝之主演的富士火九劇《烈火男兒》的主題曲，是橘子新樂園的歌曲首次被採用為電視劇主題曲。

## 收錄曲目
1. 路標～a road home～（ミチシルベ～a road home～）
富士電視台電視劇《烈火男兒》主題曲
地下時代的單曲（見路標/Midnight Gage）的自我翻唱版
2. ZUNG ZUNG FUNKY MUSIC
第一興商「MELO DAM」的電視廣告歌曲
3. 山內公園（山内公園）
4. 路標～a road home·ryukyudisco remix～